# Salmán Tásír
Salmán Tásír urdsky سلمان تاثیر ‎ (12. června 1946 – 4. ledna 2011) byl pákistánský obchodník a politik, který byl členem Pákistánské lidové strany.
V letech 2008–2011 zastával úřad guvernéra provincie Paňdžáb.
Vystupoval proti různým projevům islámského extremismu. Veřejně se také zastal pákistánské křesťanky Asie Bibi, která byla pákistánským soudem za údajné rouhání odsouzena k trestu oběšení.
Pravděpodobně pro svou liberální orientaci byl dne 4. ledna 2011 na tržišti Chósar v Islámábádu zavražděn příslušníkem vlastní ochranky. Vrah Mumtáz Kadrí byl později odsouzen k trestu smrti a 29. února 2016 byl ve věznici v Rávalpindí popraven.